# Pselliophora vulcan
Pselliophora vulcan är en tvåvingeart som beskrevs av Alexander 1923. Pselliophora vulcan ingår i släktet Pselliophora och familjen storharkrankar. Inga underarter finns listade i Catalogue of Life.